# Matt Herges
Matthew Tyler Herges (né le 1er avril 1970 à Champaign, Illinois, États-Unis), est un lanceur droitier de baseball ayant joué dans les Ligues majeures de 1999 à 2009.

## Carrière

### Scolaire et universitaire
Étudiant à l'Illinois State University, il porte les couleurs des Illinois State Redbirds.

### Professionnelle
Matt Herges est recruté comme agent libre amateur le 13 juin 1992 par les Dodgers de Los Angeles. Il passe sept saisons en Ligues mineures dans les clubs-école des Dodgers avant d'effectuer ses débuts en Ligues majeures le 3 août 1999. Il est transféré chez les Expos de Montréal le 23 mars 2002 en retour du releveur droitier Guillermo Mota et du voltigeur Wilkin Ruan.
Échangé aux Pirates de Pittsburgh le 20 décembre 2002, il est libéré de son contrat le 26 mars 2003. Il s'engage alors chez les Padres de San Diego le 1er avril 2003 avant de retrouver chez les Giants de San Francisco le 13 juillet 2003 à la suite d'un nouvel échange de joueurs. Il est un temps stoppeur titulaire en 2004 et compte 23 sauvetages cette saison-là.
Échangé aux Diamondbacks de l'Arizona le 3 juin 2005, il est libéré de son contrat deux semaines plus tard.
Herges s'engage pour un an avec les Marlins de la Floride le 24 janvier 2006, puis enchaine deux contrats d'un an chez les Rockies du Colorado à partir du 12 février 2007. Il participe à la belle saison 2007 des Rockies qui s'arrête en Série mondiale par une défaite contre les Red Sox de Boston. Il prend part à trois matches lors de la série finale, pour 3,1 manches lancées, aucun point accordé et quatre retraits sur des prises.
En décembre 2007, le nom de Herges apparaît au rapport Mitchell sur le dopage dans le baseball majeur. Il admet en février 2008 avoir utilisé de l'hormone de croissance.
Agent libre après la saison 2008, Matt Herges rejoint les Indians de Cleveland le 16 janvier 2009 en paraphant un contrat de ligues mineures. Versé en Triple-A après l'entraînement de printemps, il commence la saison avec les Columbus Clippers. Appelé en Ligue majeure le 6 mai, il joue son premier match sous l'uniforme des Indians le 7 face aux Red Sox de Boston à Fenway Park.